# Serie A 1996 (Ecuador)
La Serie A 1996 è stata la 38ª edizione della massima serie del campionato di calcio dell'Ecuador, ed è stata vinta dall'El Nacional, giunto al suo undicesimo titolo.

## Formula
La stagione viene divisa in due fasi: Apertura e Clausura. Ciascuna di esse nomina una squadra vincitrice, che si qualifica alla finale del campionato e alla Coppa Libertadores. L'incontro decisivo determina il campione.

## Apertura
|  | Pos. | Squadra            | Pt | G  | V  | N | P  | GF | GS | DR  |
|  | ---- | ------------------ | -- | -- | -- | - | -- | -- | -- | --- |
|  | 1.   | El Nacional        | 50 | 22 | 15 | 5 | 2  | 42 | 16 | +26 |
|  | 2.   | Emelec             | 46 | 22 | 14 | 4 | 4  | 50 | 19 | +31 |
|  | 3.   | Barcelona SC       | 42 | 22 | 13 | 3 | 6  | 36 | 16 | +20 |
|  | 4.   | Deportivo Quito    | 35 | 22 | 9  | 8 | 5  | 39 | 26 | +13 |
|  | 5.   | Deportivo Cuenca   | 34 | 22 | 9  | 7 | 6  | 25 | 20 | +5  |
|  | 6.   | Olmedo             | 31 | 22 | 9  | 4 | 9  | 22 | 27 | -5  |
|  | 7.   | ESPOLI             | 29 | 22 | 7  | 8 | 7  | 23 | 26 | -3  |
|  | 8.   | LDU Quito          | 25 | 22 | 7  | 4 | 11 | 30 | 32 | -2  |
|  | 8.   | Téc. Universitario | 25 | 22 | 7  | 4 | 11 | 25 | 42 | -17 |
|  | 10.  | Green Cross        | 20 | 22 | 6  | 2 | 14 | 18 | 41 | -23 |
|  | 11.  | Aucas              | 15 | 22 | 3  | 6 | 13 | 16 | 29 | -13 |
|  | 12.  | LDU Portoviejo     | 15 | 22 | 4  | 3 | 15 | 21 | 53 | -32 |

## Clausura

### Gruppo 1
|  | Pos. | Squadra     | Pt | G | V | N | P | GF | GS | DR |
|  | ---- | ----------- | -- | - | - | - | - | -- | -- | -- |
|  | 1.   | El Nacional | 12 | 6 | 4 | 0 | 2 | 11 | 5  | +6 |
|  | 1.   | Olmedo      | 12 | 6 | 4 | 0 | 2 | 8  | 6  | +2 |
|  | 3.   | LDU Quito   | 7  | 6 | 2 | 1 | 3 | 6  | 9  | -3 |
|  | 4.   | Green Cross | 4  | 6 | 1 | 1 | 4 | 5  | 10 | -5 |

### Gruppo 2
|  | Pos. | Squadra          | Pt | G | V | N | P | GF | GS | DR  |
|  | ---- | ---------------- | -- | - | - | - | - | -- | -- | --- |
|  | 1.   | Emelec           | 12 | 6 | 4 | 0 | 2 | 13 | 5  | +8  |
|  | 2.   | Deportivo Cuenca | 11 | 6 | 3 | 2 | 1 | 7  | 6  | +1  |
|  | 3.   | ESPOLI           | 8  | 6 | 2 | 2 | 2 | 6  | 5  | +1  |
|  | 4.   | LDU Portoviejo   | 3  | 6 | 1 | 0 | 5 | 4  | 14 | -10 |

### Gruppo 3
|  | Pos. | Squadra            | Pt | G | V | N | P | GF | GS | DR |
|  | ---- | ------------------ | -- | - | - | - | - | -- | -- | -- |
|  | 1.   | Deportivo Quito    | 13 | 6 | 4 | 1 | 1 | 11 | 7  | +4 |
|  | 2.   | Barcelona SC       | 8  | 6 | 2 | 2 | 2 | 8  | 8  | 0  |
|  | 3.   | Aucas              | 6  | 6 | 1 | 3 | 2 | 6  | 8  | -2 |
|  | 4.   | Téc. Universitario | 5  | 6 | 1 | 2 | 3 | 8  | 10 | -2 |

### Fase finale

#### Girone finale
El Nacional 3 punti bonus; Emelec 2.

|  | Pos. | Squadra          | Pt | G  | V | N | P | GF | GS | DR  |
|  | ---- | ---------------- | -- | -- | - | - | - | -- | -- | --- |
|  | 1.   | Emelec           | 19 | 10 | 5 | 2 | 3 | 24 | 10 | +14 |
|  | 1.   | El Nacional      | 19 | 10 | 4 | 4 | 2 | 16 | 11 | +5  |
|  | 3.   | Barcelona SC     | 17 | 10 | 5 | 2 | 3 | 16 | 11 | +5  |
|  | 4.   | Deportivo Quito  | 15 | 10 | 4 | 3 | 3 | 13 | 18 | -5  |
|  | 5.   | Deportivo Cuenca | 10 | 10 | 2 | 4 | 4 | 10 | 18 | -8  |
|  | 6.   | Olmedo           | 5  | 10 | 0 | 5 | 5 | 6  | 17 | -11 |

#### Girone per la retrocessione
LDU Portoviejo -3 punti; Aucas -2.

|  | Pos. | Squadra            | Pt | G  | V | N | P | GF | GS | DR  |
|  | ---- | ------------------ | -- | -- | - | - | - | -- | -- | --- |
|  | 1.   | Téc. Universitario | 17 | 10 | 5 | 2 | 3 | 12 | 10 | +2  |
|  | 1.   | ESPOLI             | 17 | 10 | 4 | 5 | 1 | 12 | 11 | +1  |
|  | 3.   | Aucas              | 14 | 10 | 4 | 4 | 2 | 16 | 7  | +9  |
|  | 3.   | LDU Quito          | 14 | 10 | 3 | 5 | 2 | 17 | 10 | +7  |
|  | 5.   | Green Cross        | 7  | 10 | 2 | 1 | 7 | 10 | 20 | -10 |
|  | 6.   | LDU Portoviejo     | 6  | 10 | 2 | 3 | 5 | 11 | 20 | -9  |

## Finale

### Andata
| Guayaquil 1996                                                         | Emelec    | 1 – 2 referto           | El Nacional | Estadio Monumental Isidro Romero Carbo |
| \| \| \| \| \| Graziani 87’ \| Marcatori \| 3’ Delgado 51’ Guerrero \| |           |                         |             |                                        |
|                                                                        |           |                         |             |                                        |
| Graziani 87’                                                           | Marcatori | 3’ Delgado 51’ Guerrero |             |                                        |

### Ritorno
| Quito 22 dicembre 1996                                     | El Nacional | 2 – 0 referto | Emelec | Estadio Olímpico Atahualpa (41.207 spett.) |
| \| \| \| \| \| de la Cruz 24’ Chalá 89’ \| Marcatori \| \| |             |               |        |                                            |
|                                                            |             |               |        |                                            |
| de la Cruz 24’ Chalá 89’                                   | Marcatori   |               |        |                                            |

## Verdetti
- El Nacional campione nazionale
- El Nacional ed Emelec in Coppa Libertadores 1997
- Técnico Universitario in Coppa CONMEBOL 1997.
- Green Cross e LDU Portoviejo retrocessi.

## Classifica marcatori
| Gol |  |  | Giocatore             | Squadra      |
| --- |  |  | --------------------- | ------------ |
| 29  |  |  | Ariel Graziani        | Emelec       |
| 24  |  |  | Carlos Alberto Juárez | Emelec       |
| 20  |  |  | Agustín Delgado       | El Nacional  |
| 15  |  |  | Luis Chérrez          | El Nacional  |
| 12  |  |  | Cléber Chalá          | El Nacional  |
| 10  |  |  | José Gavica           | Barcelona SC |
| 10  |  |  | Raúl Avilés           | Barcelona SC |